# Pont de Champagne-sur-Seine
Le pont de Champagne-sur-Seine est un ouvrage d'art routier situé sur la Seine entre son éponyme Champagne-sur-Seine et Thomery, en France.

## Situation et accès
L’ouvrage est situé sur le territoire des communes de Champagne-sur-Seine et Thomery, proche de leur agglomération respective. Plus largement, il se trouve dans le département de Seine-et-Marne, en région Île-de-France.

## Histoire
Un pont est édifié en 1864. Détruit en partie en 1870 lors de la guerre franco-allemande, il est reconstruit en 1872 et son droit de péage est racheté en octobre 1880 à la suite d'un vote du conseil général. À la fin du XIXe siècle, il est jugé trop dangereux puisque construit avant tout par des concessionnaires qui ne font de la solidité d'une nécessité de durée économique.